# Andraž nad Polzelo
Andraž nad Polzelo – wieś w Słowenii, gmina Polzela. 1 stycznia 2017 miejscowość liczyła 810 mieszkańców.